# De eeuwige oorlog
De eeuwige oorlog is een stripreeks van schrijver Joe Haldeman en tekenaar Marvano (Mark van Oppen). De stripreeks verscheen bij uitgeverij Dupuis en maakt deel uit van de collectie Vrije Vlucht. Van deze serie zijn alleen exemplaren met harde kaften (hardcovers) op de markt verschenen. In 2008 verscheen er een bundeling van de drie delen, eveneens met harde kaft.

## Achtergrond
Het scenario is gebaseerd op Haldemans boek The Forever War uit 1975. Dit is een sciencefictionverhaal, maar is geschreven vanuit zijn persoonlijke ervaringen opgedaan tijdens de Vietnamoorlog. Deze cyclus wordt vervolgd in een tweede, Een nieuw begin.

## Verhaal
In De eeuwige oorlog raken Mensen en Tauranen verwikkeld in de eerste intergalactische oorlog. Hoofdpersonage William Mandella wordt gevolgd over drie delen in een nietsontziende strijd, waarin alles is geoorloofd. De combinatie van tijdsparadoxen met eindeloze ruimtereizen zorgen ervoor dat de techniek verouderd is wanneer de strijdmacht ter plekke komt. Steeds lopen beide partijen achter de feiten van het thuisfront aan.

## Albums
| Nummer | Titel              | Uitgever(s)       | Verschenen |
| ------ | ------------------ | ----------------- | ---------- |
| 1      | Soldaat Mandella   | Uitgeverij Dupuis | 1988, 2008 |
| 2      | Luitenant Mandella | Dupuis            | 1989, 2008 |
| 3      | Majoor Mandella    | Dupuis            | 1989, 2008 |

## Prijzen
De eeuwige oorlog won de Bronzen Adhemar in 2001.